# Xã Michigan, Quận Nelson, Bắc Dakota
Xã Michigan (tiếng Anh: Michigan Township) là một xã thuộc quận Nelson, tiểu bang Bắc Dakota, Hoa Kỳ. Năm 2010, dân số của xã này là 58 người.